# Relâche
Relâche è un balletto istantaneista in due atti, con entr'acte cinematografico, scritto da Erik Satie nel 1924. Il libretto fu di Francis Picabia, la coreografia di Picabia e Jean Börlin per i Ballets suédois. A detta degli autori lo spettacolo comprendeva "due atti, un intermezzo cinematografico (Entr'acte di René Clair) e la coda del cane". Relâche può essere considerato uno dei primi manifesti dadaisti.

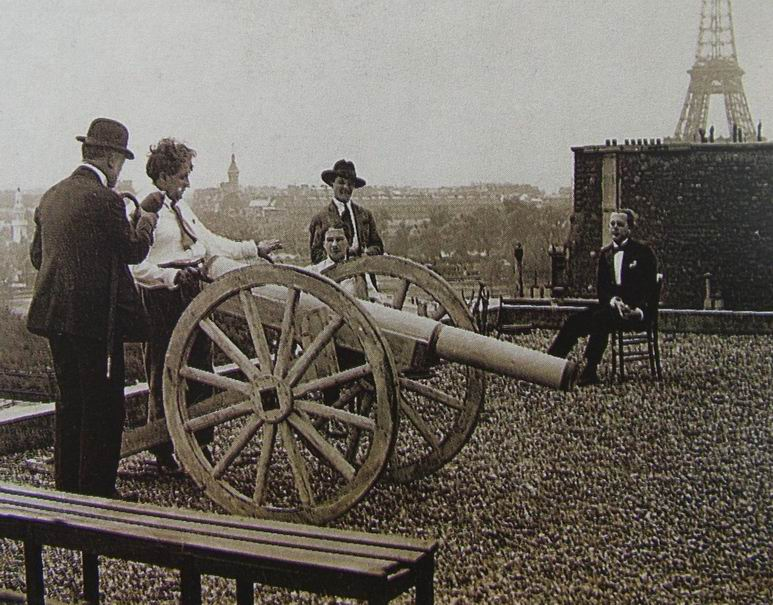
Satie, Picabia, Clair e Börlin. Prologo di Entr'acte, 1924

## Storia
Erik Satie nel 1924 ebbe l'idea di realizzare uno spettacolo in cui il balletto doveva unirsi al cinematografo, spinse così Francis Picabia a collaborare con lui. Il pittore aveva già in mente l'intenzione di rielaborare uno scenario di Blaise Cendrars che era stato pubblicato sulla rivista Dada à Paris e di cui aveva già parlato con Rolf de Maré direttore dei Ballets suédois; senza dir nulla a Satie, Picabia iniziò a modificare il canovaccio di Cendrars, scrivendo una sceneggiatura e collaborando con Jean Börlin per la coreografia; il risultato fu uno spettacolo in forma di performance, simile per certi versi ai futuri happening.  Satie realizzò comunque la musica, sia per il balletto sia per l'intermezzo cinematografico Entr'acte, scrivendo un brano dal titolo Cinéma. Il compositore scrisse una partitura ispirata al Café-concert, ricca di spunti ironici e divertenti con richiami jazzistici. Lo spettacolo venne definito Balletto istantaneista perché molte delle parti danzate erano improvvisate all'istante.
La prima rappresentazione era prevista per il 27 novembre 1924 al Théâtre des Champs-Élysées, ma a causa di una malattia di Börlin, che era anche interprete del balletto, venne posticipata al 4 dicembre successivo. Il pubblico rimase sconcertato dalla novità della rappresentazione e reagì con applausi, ma anche con molti fischi per le provocazioni dovute alle scritte offensive e alle luci abbaglianti. Oltre a Börlin interpreti principali furono Edith Bonsdorff e Kaj Smith. I riscontri furono comunque modesti e di conseguenza le repliche poche. Dopo circa tre mesi i Ballets suédois chiusero i battenti e Relâche per molto tempo non venne più rappresentato.
Il balletto fu ripreso nel 1970 da Aurel Milloss al Teatro della Pergola per il Maggio Musicale Fiorentino e nel 1980 da Moses Pendleton per il Joffrey Ballet.

## Argomento
Lo spettacolo inizia con un breve filmato in cui si vedono alcuni ballerini muoversi; a loro si unisce un paralitico dall'aspetto bizzarro, il tutto senza una vera sequenza logica; le scene si svolgono in silenzio, senza musica di accompagnamento.
Dopo una breve ouverture si solleva il sipario, mostrando sul fondo un pannello su cui sono scritti in lettere luminose i nomi dei realizzatori del balletto. Gli spettatori vengono quindi accecati dai 370 fari di grandi dimensioni che costituiscono il fondale scenografico. Un pompiere appare sul palcoscenico e si muove avanti e indietro travasando ogni tanto dell'acqua da un secchio all'altro. Una donna in elegante abito da sera, arrivando dalla sala, sale sul palco, fuma una sigaretta e inizia a ballare prima da sola e senza musica poi con dieci uomini in frac; mima in seguito con un danzatore un balletto sul passaggio attraverso una porta girevole. Il primo atto si chiude con la donna che si toglie l'abito.
Nell'intervallo è prevista la proiezione del film muto di René Clair Entr'acte, musicato da Satie.

Il secondo atto prevede un fondale con scritte insultanti rivolte al pubblico come: "Coloro che non sono soddisfatti possono andare al diavolo!" o "Vi sono persone che preferiscono i balletti dell'Opéra, poveri stupidi". Al rientro sul palco i ballerini eseguono uno striptease mostrando l'abbigliamento intimo ornato da specchietti riflettenti. La donna ammucchia gli abiti smessi su una carriola, quindi si riveste e i ballerini ritrovano i propri abiti. Un danzatore prende una coroncina e scende fra il pubblico ponendola sul capo di una spettatrice. Il pompiere continua a travasare acqua senza motivo e la ballerina scende dal palco per raggiungere la poltrona. La rappresentazione termina con una piccola danza finale chiamata "la coda del cane". Nella versione originale in chiusura Satie giungeva a salutare il pubblico su una piccola vettura Citroën scoperta facendo un giro sul palcoscenico e ringraziando con ampi movimenti del suo grande cappello.

## Struttura
Prélude
- Proiezione di un cortometraggio (Senza musica)
- 1. Ouverturette

Atto 1.
- 2. Projectionette
- 3. Rideau
- 4. Entrée de la Femme. Arrêt
- 5. Musique entre l'entrée de la Femme et "Danse sans musique"
- 6. Danse sans musique de la Femme
- 7. Entrée de l'Homme
- 8. Danse de la porte tournante (l'Homme et la Femme). Arrêt
- 9. Entrée des Hommes
- 10. Danse des Hommes
- 11. Danse de la Femme (la Femme se déshabille)
- 12. Final

Entr'acte symphonique:
- Proiezione di un film, accompagnato dalla musica di Satie "Cinéma"

Atto 2.
- 13. Musique de rentrée
- 14. Rentrée des Hommes
- 15. Rentrée de la Femme
- 16. Les Hommes se déshabillent (la Femme se rhabille)
- 17. Danse de l'Homme et de la Femme
- 18. Les Hommes regagnent leur place et retrouvent leurs pardessus
- 19. Danse de la brouette (la Femme et le Danseur)
- 20. Danse de la couronne
- 21. Le Danseur dépose la couronne sur la tête d'une spectatrice
- 22. La Femme rejoint son fauteuil
- 23. La queue du chien (Petite danse finale)

## Organico
Flauto, oboe, clarinetto, fagotto, due corni, due trombe, trombone, percussione, archi.